# Persone di nome Eric/Attori
| Questa pagina contiene informazioni ricavate automaticamente dalle voci biografiche con l'ausilio del template Bio e di un bot. L'aggiornamento è periodico e automatico e ricostruisce completamente la pagina. Se manca una persona in questa lista, sei pregato di non aggiungerla, ma accertati piuttosto che la sua voce biografica contenga il template Bio e che i dati anagrafici siano correttamente compilati. Se il template Bio manca, inseriscilo tu stesso o, in alternativa, metti l'avviso {{tmp\|Bio}} che ne segnala la mancanza. Se i dati riportati sono sbagliati, correggi direttamente la voce biografica; le modifiche saranno visibili in questa lista entro pochi giorni. Per chiarimenti vedi il progetto antroponimi. La lista contiene solo le 53 persone che sono citate nell'enciclopedia e per le quali è stato implementato correttamente il template Bio. Pagina aggiornata al 16 ott 2024. |

Questa è una lista di persone presenti nell'enciclopedia che hanno il nome Eric e sono attori.

## A(1)
- Eric André, attore, comico e conduttore televisivo statunitense (Boca Raton, n. 1983)

## B(10)
- Eric Balfour, attore e cantante statunitense (Los Angeles, n. 1977)
- Eric Bana, attore australiano (Melbourne, n. 1968)
- Eric Barker, attore britannico (Thornton Heath, n. 1912 - Faversham, † 1990)
- Eric Blore, attore britannico (Londra, n. 1887 - Hollywood, † 1959)
- Eric Bogosian, attore, drammaturgo e scrittore statunitense (Woburn, n. 1953)
- Eric Braeden, attore tedesco (Bredenbek, n. 1941)
- Eric Brown, attore statunitense (New York, n. 1964)
- Eric Lively, attore statunitense (Atlanta, n. 1981)
- Eric Bruskotter, attore statunitense (Fort Wayne, n. 1966)
- Jamie Foxx, attore, cantante e personaggio televisivo statunitense (Terrell, n. 1967)

## C(2)
- Eric Christmas, attore inglese (Londra, n. 1916 - Camarillo, † 2000)
- Eric Close, attore statunitense (New York, n. 1967)

## D(3)
- Eric Dane, attore statunitense (San Francisco, n. 1972)
- Eric DaRe, attore statunitense (Los Angeles, n. 1965)
- Eric Douglas, attore statunitense (Los Angeles, n. 1958 - New York, † 2004)

## E(1)
- Eric Edwards, attore statunitense (Topeka, n. 1966)

## F(3)
- Eric Fleming, attore statunitense (Santa Paula, n. 1925 - Tingo Maria, † 1966)
- Eric Flynn, attore britannico (Hainan, n. 1939 - Pembrokeshire, † 2002)
- Eric Foster, attore statunitense

## I(1)
- Eric Idle, attore, comico e scrittore britannico (South Shields, n. 1943)

## J(1)
- Eric Johnson, attore canadese (Edmonton, n. 1979)

## K(3)
- Eric Keenleyside, attore canadese (St. Stephen, n. 1957)
- Erik Knudsen, attore canadese (Toronto, n. 1988)
- Eric Allan Kramer, attore statunitense (Grand Rapids, n. 1962)

## L(3)
- Eric Ladin, attore statunitense (Houston, n. 1978)
- Eric Lange, attore statunitense (Hamilton, n. 1973)
- Eric Linden, attore statunitense (New York, n. 1909 - Laguna Beach, † 1994)

## M(6)
- Eric Mabius, attore statunitense (Harrisburg, n. 1971)
- Eric Martsolf, attore statunitense (Harrisburg, n. 1971)
- Eric Mayne, attore statunitense (Dublino, n. 1865 - Hollywood, † 1947)
- Reiley McClendon, attore statunitense (Baton Rouge, n. 1990)
- Eric McCormack, attore canadese (Toronto, n. 1963)
- Eric Millegan, attore statunitense (Hackettstown, n. 1974)

## N(3)
- Eric Nenninger, attore statunitense (Saint Louis, n. 1978)
- Erik Charles Nielsen, attore e comico statunitense (West Sayville, n. 1981)
- Eric Nord, attore e poeta statunitense (Krefeld, n. 1920 - Los Gatos, California, † 1989)

## O(2)
- Eric Christian Olsen, attore statunitense (Eugene, n. 1977)
- Eric Osborne, attore e musicista canadese (Oshawa, n. 1997)

## P(3)
- Eric Pierpoint, attore statunitense (Los Angeles, n. 1950)
- Eric Porter, attore britannico (Shepherd's Bush, n. 1928 - Londra, † 1995)
- Eric Portman, attore inglese (Halifax, n. 1901 - St Veep, † 1969)

## R(1)
- Eric Roberts, attore statunitense (Biloxi, n. 1956)

## S(7)
- Eric Scott, attore statunitense (Los Angeles, n. 1958)
- Eric Shea, attore statunitense (Los Angeles, n. 1960)
- Eric Steinberg, attore statunitense (Washington, n. 1969)
- Eric Stoltz, attore, regista e produttore cinematografico statunitense (Whittier, n. 1961)
- Eric Stonestreet, attore statunitense (Kansas City, n. 1971)
- Eric Sykes, attore, sceneggiatore e regista britannico (Oldham, n. 1923 - Esher, † 2012)
- Eric Szmanda, attore statunitense (Milwaukee, n. 1975)

## T(2)
- Eric Thal, attore statunitense (Niskayuna, n. 1965)
- Eric Tsang, attore, regista e produttore cinematografico cinese (Hong Kong, n. 1953)

## W(1)
- Eric Winter, attore statunitense (La Mirada, n. 1976)